# 河合竜児
河合 竜児（かわい りゅうじ、1975年〈昭和50年〉7月16日 - ）は、日本の元バスケットボール選手で、現在は指導者である。

## 来歴
愛知県豊橋市出身。豊橋市立豊小学校、豊橋市立豊岡中学校、岡崎城西高校卒業。オーエスジーに入社。当時実業団リーグ所属だったバスケットボール部に選手として所属し、1997年より3年間は全国タイトルを獲得。オールジャパンも経験した。
1999年に現役を引退し、前年に就任した中村和雄監督の下でアシスタントコーチに就任。2000年のバスケットボール日本リーグ2部優勝などに貢献した。日本プロバスケットボールリーグ転籍初年度の2008-09シーズンまで務めた。2009年にはチーム統括に回り、2009-10シーズンと2010-11シーズンの2連覇を果たした。
2011-12シーズン、中村の退任に伴いヘッドコーチに就任。4シーズン連続となる東カンファレンス制覇を果たすもファイナルで琉球ゴールデンキングスに敗れ、準優勝に終わった。続く2012-13シーズンも引き続き指揮を執ったが、2013年2月の時点でウエスタンカンファレンス5位に低迷し、シーズン中の同年3月1日に契約を解除された。
2013年オフシーズンにbjリーグの信州ブレイブウォリアーズのヘッドコーチに就任。就任1シーズン目の2013-14シーズンはイースタン4位でチーム史上初のプレイオフ出場に導いた。
2014-15シーズンも引き続き信州の指揮を執ったが東地区9位に終わり、プレイオフ出場を逃した。さらに信州に所属していたテレンス・ジェニングスが不祥事を起こして解雇された事もあり、責任を取る形でシーズン終了後にアシスタントコーチへと降格した。
2016年1月、信州を退団し、大分・愛媛ヒートデビルズのヘッドコーチに就任。2016年6月にヒートデビルズが愛媛に本拠地を移転し、チーム名を愛媛オレンジバイキングスに変更した後も引き続きヘッドコーチを務める。
2017年オフ退任。B2昇格を果たしたライジングゼファーフクオカヘッドコーチ就任。B2西地区で優勝し、さらにB2プレーオフでは秋田ノーザンハピネッツを撃破し優勝を飾り、福岡をB1昇格に導いた。2018-19シーズンも引き続き指揮を執るが、開幕から第4節終了時点で7連敗を喫し、10月22日付で解任された。
2019‐20シーズンからはパスラボ山形ワイヴァンズのヘッドコーチに就任。
しかし第11節終了時点で4勝17敗、東地区6チーム中最下位と低迷し10連敗も喫するなど、またしても成績不振により12月6日付けで解任となった。
2020年1月、島根スサノオマジックの鈴木裕紀HCがパワハラ行為によりリーグから2か月の全役職停止の制裁を下されたため、HC代行として同チームの指揮を執るためアソシエイトコーチに就任した。
2020年7月、鈴木のHC復職に伴い、アシスタントコーチに就任した。シーズン開幕後の10月31日付で鈴木がHCを退任したため、再び河合がHC代行を務めることとなった。
2021年7月から再び島根のアソシエイトコーチを務める。2021-22シーズンをもって退団。
2022年10月、新潟アルビレックスBBの平岡富士貴HCが休養のため、HC代行として同チームの指揮を執る。12月からは平岡のHC辞任が発表され、アドバイザーコーチであったコナー・ヘンリーがHCに就任した事に伴い、河合はACに役職が変更となる。
2024-25シーズンからは、横浜エクセレンスのヘッドコーチに就任。